# 최란
최란(1960년 11월 30일 ~ )은 대한민국의 배우, 가수이다.

## 학력
- 김천초등학교 (졸업)
- 대구남산여자고등학교 (졸업)
- 중앙대학교 (연극영화학 / 석사)

## 소속
- 대한민국 서울문화예술협회 이사장
- 서울종합예술전문학교 부학장

## 출연 작품

### 드라마
- 1980년 TBC/KBS 매일연속극 《달동네》 ... 순이 역
- 1984년 KBS 대하드라마 《독립문》
- 1985년 KBS 일요아침드라마 《딸이 더 좋아》
- 1986년 KBS 단막극 《드라마게임-재회》
- 1987년 KBS 청춘드라마 《사랑이 꽃피는 나무》 ... 수진,수정,수영의 고모 역
- 1990년 KBS 대하드라마 《파천무》 ... 정희왕후 역
- 1993년 SBS 일요아침드라마 《목소리를 낮춰요》
- 1993년 SBS 소설극장 《우리들 뜨거운 노래》
- 1994년 MBC 주간드라마 《종합병원》 ... 한강병원 132병동 수간호사 ~ 간호과장 역
- 1994년 KBS 미니시리즈 《숨은 그림 찾기》
- 1994년 KBS 일일연속극 《그대에게 가는 길》
- 1995년 MBC 주말연속극 《사랑과 결혼》 ... 윤정빈 역
- 1996년 KBS 청소년드라마 《사랑이 꽃피는 계절》
- 1997년 MBC 미니시리즈 《의가형제》 ... 강릉병원 소아과 과장 오숙현 역
- 1997년 MBC 아침드라마 《사랑과 이별》
- 1998년 MBC 미니시리즈 《애드버킷》 ... 성민희 역
- 1999년 MBC 창사특별기획 《허준》 ... 내의녀 홍춘 역
- 2000년 MBC 미니시리즈 《신 귀공자》
- 2000년 KBS 아침드라마 《내일은 맑음》
- 2001년 KBS 일일연속극 《사랑은 이런거야》 ... 박병옥 역
- 2001년 MBC 미니시리즈 《선희 진희》 ... 금순 역
- 2001년 MBC 창사38주년 특별기획드라마 《상도》 ... 평양 유상 우여란 도방 역
- 2002년 MBC 추석특집극 《부엌데기》 ... 박씨부인 역
- 2003년 SBS 대기획 《올인》
- 2003년 KBS 주말연속극 《진주 목걸이》 ... 정명숙/크리스 정 역
- 2003년 SBS 주말특별기뢱 《태양속으로》 ... 재현 모, 지화자 역
- 2004년 EBS 일일연속극 《깡순이》 ... 수봉 모, 허풍자 역
- 2004년 KBS 미니시리즈 《두번째 프러포즈》 ... 고명옥 역
- 2005년 KBS 미니시리즈 《쾌걸 춘향》 ... 몽룡 모 역
- 2005년 MBC 미니시리즈 《슬픈 연가》
- 2005년 KBS 주말연속극 《슬픔이여 안녕》 ... 김선옥 역
- 2005년 SBS 드라마스페셜 《마이걸》 ... 배인선 역
- 2006년 SBS 미니시리즈 《101번째 프러포즈》 ... 장은임 역
- 2007년 SBS 금요드라마 《아들 찾아 삼만리》 ... 남현숙 역
- 2007년 MBC 미니시리즈 《에어시티》 ... 최정희 역
- 2007년 MBC 주말연속극 《깍두기》 ... 송수남 역
- 2008년 KBS 미니시리즈 《쾌도 홍길동》 ... 노 상궁 역
- 2008년 KBS 미니시리즈 《최강칠우》 ... 충주댁 역
- 2009년 SBS 드라마스페셜 《태양을 삼켜라》 ... 최인숙 역
- 2009년 SBS 드라마스페셜 《미남이시네요》 ... 최미자 역
- 2009년 SBS 아침연속극 《망설이지마》 ... 엄미순 역
- 2010년 MBC 창사특별기획 《동이》 ... 희빈 모 역
- 2010년 SBS 아침연속극 《여자를 몰라》 ... 장금숙 역
- 2011년 MBC 특별기획드라마 《계백》 ... 영묘 역
- 2011년 KBS 단막극 《드라마스페셜-클럽 빌리티스의 딸들》 ... 박명희 역
- 2011년 KBS 미니시리즈 《포세이돈》 ... 영란 역
- 2011년 KBS 미니시리즈 《영광의 재인》 ... 간호부장 역
- 2012년 KBS 미니시리즈 《빅》 ... 김영옥 역
- 2016년 KBS 일일연속극 《여자의 비밀》 ... 박복자 역

### 영화
- 2001년 《휴머니스트》
- 2002년 《미워도 다시 한번 2002》 ... 문 부장 역
- 2002년 《런 투 유》 ... 김마담 역
- 2004년 《여선생 VS 여제자》 ... 고미남 모 역
- 2004년 《령》 ... 구인 모 역(특별출연)
- 2004년 《신석기 블루스》 ... 박 실장 역(우정출연)

### 예능
- 1996년 KBS 《TV는 사랑을 싣고》 게스트
- 1995년 ~ 2003년 KBS 《가족오락관》 게스트 다수 출연
- 2020년 MBC 《미스터리 음악쇼 복면가왕》 내가 가왕 된다고 백번 말했단 마리야~ 백마 (참가자)

### 뉴스
- 2011년 3월 7일 YTN 《뉴스N이슈 이슈앤피플》 - 게스트 김영진, 한국방송 프로듀서와 함께 출연

### 교양
- 2020년 MBC 《생방송 행복드림 로또 6/45》게스트 935회

### 홍보대사
- 2008년 학점은행제 홍보대사

### CF
- 1987년 ~ 1988년 일동후디스 (잼잼, 이유밀*F) (Feat. 김동현)
- 1989년 대상 한우 감치미 (남편인 농구 선수 이충희와 함께 출연)
- 2000년 애경산업 스파크 (Feat. 이주희, 권연우)
- 2000년 일양약품 영비천 (Feat. 임현식, 이희도, 임대호)
- 2002년 동국제약 인사돌 (Feat. 이순재, 이재룡, 나문희, 박인환)

## 수상
- 1979년 TBC 미스 춘향
- 2001년 KBS 연기대상 여자 조연상
- 2009년 기획재정부장관 표창
- 2009년 농림수산부장관 표창
- 2011년 제5회 대한민국나눔대상 특별대상 국가인권위원회 위원장상
- 2011년 제6회 대한민국나눔대상 서울특별시장 대상